# Liancheng
För andra betydelser, se Liancheng (olika betydelser).
Liancheng är ett härad inom staden Longyan i provinsen Fujian i sydöstra Kina.
Under första hälften av 1930-talet var Liancheng bland de härad som kontrollerades av den Kinesiska sovjetrepubliken.

## Administrativ indelning
Liancheng är indelat i tolv köpingar och fem socknar.
Köpingar (zhen):

- Beituan (北团镇)
- Gechuan (隔川镇)
- Gutian (姑田镇)
- Juxi (莒溪镇)
- Lianfeng (莲峰镇)
- Linfang (林坊镇)
- Miaoqian (庙前镇)
- Pengkou (朋口镇)
- Sibao (四堡镇)
- Wenheng (文亨镇)
- Xinquan (新泉镇)
- Xuanhe (宣和镇)

Socknar (xiang):

- Jiele (揭乐乡)
- Laiyuan (赖源乡)
- Luofang (罗坊乡)
- Quxi (曲溪乡)
- Tangqian (塘前乡)